# Most graniczny nad Abrilongo
Most nad Abrilongo – przeznaczony dla ruchu pieszego drewniany most nad strumieniem Abrilongo o długości 3,2 metra, łączący hiszpańską miejscowość La Codosera z Arronches w Portugalii. Zbudowany w 2008 roku z funduszy Unii Europejskiej. Najkrótszy na świecie most łączący dwa państwa.